# Eucamerotus
Eucamerotus là một chi khủng long, được Hulke mô tả khoa học năm 1872.